# Kovačići (Bijeljina)
Pour les articles homonymes, voir Kovačići.
Kovačići (en serbe cyrillique : Ковачићи) est un village de Bosnie-Herzégovine. Il est situé sur le territoire de la ville de Bijeljina et dans la république serbe de Bosnie. Selon les premiers résultats du recensement bosnien de 2013, il compte 439 habitants.

## Histoire
La localité a été formée en 2012 ; avant cette date, son territoire était rattaché à celui de Zagoni.